# Metilfosfonato de dimetilo
El metilfosfonato de dimetilo es un compuesto organofosforado con la fórmula química CH3PO(OCH3)2. Es un líquido incoloro que se utiliza principalmente como retardante de llama.

## Preparación
El metilfosfonato de dimetilo se puede preparar a partir de trimetilfosfito y un halometano (por ejemplo, yodometano) mediante la reacción de Michaelis-Arbuzov:
{\displaystyle {\rm {P(OCH_{3})_{3}+CH_{3}I\rightarrow CH_{3}P(O)(OCH_{3})_{2}+CH_{3}I}}}